# 노덕술
노덕술(盧德述, 1899년 6월 1일 ~ 1968년 4월 1일)은 일제강점기와 대한민국의 경찰이자 정치인이다. 창씨개명 후의 이름은 마쓰우라 히로(松浦 鴻).
일제 강점기 고등계 형사이다. 광복과 대한민국 정부 수립 이후 수도경찰청 간부로 재직하였다. 1948년 10월 반민족행위특별조사위원회 및 정부요인 암살 음모 사건의 이종형, 박흥식과 함께 주범 중 한 명이다. 1949년 반민족행위특별조사위원회에 체포됐으나 반민특위 해체로 풀려나 경찰직 복귀 이후 대한민국 경찰직에서 고위간부로 지냈다.

## 생애

### 일제 강점기
1899년 6월 1일 경상남도 울산군 장생포에서 노발보의 5남으로 경기도 개성과 한성부를 거쳐 다시 경상남도 울산에서 자랐고 울산보통학교 2년을 다니다 중퇴한 후 일본인이 경영하던 잡화상의 고용인으로 근무하다가 재취직을 위해 일본 제국 홋카이도에서 머물렀다.
귀국 후 경찰관에 지원하여 1920년 경남에 있는 순사교습소에 지원하여 6월 경상남도 순사에 임명되었다. 같은 해 9월 순사교습소를 수료한 후, 같은 달 경찰부 보안과 순사로 근무하다가 1922년경 경상남도 울산경찰서 사법계 순사부장으로 재직했다. 1924년 12월 도경부 및 도경부보고시에 합격한 후, 같은 달 경부보로 승진하여 경상남도 의령경찰서 경부보, 1926년 4월 거창경찰서 경부보를 지냈으며, 1927년 12월 동래경찰서 경부보로 전근해 사법주임을 지냈다. 동래경찰서 경부보로 재직 중이던 1928년 10월 동래청년동맹 집행위원장 및 신간회 동래지회 간부로 활동하던 박일형을 체포하여 고문했다. 같은 해 겨울에는 부산제이상업학교 학생들이 주도한 동맹휴교사건을 수사하다가 동맹휴교의 배후에 '혁조회'라는 반일단체가 있음을 알고 혁조회 관련자인 김규직, 유진홍 등을 체포하여 고문했다. 김규직은 고문 후유증으로 1929년 12월 옥사했다. 같은 해 12월 조선공산당사건과 관련하여 동래고등보통학교 학생의 제보를 받고 보통학교 교원을 체포하여 심문했다.
1929년 8월 동래유학생학우회 주최로 조선인 일본유학생들이 동래유치원에서 개최한 강연회의 강연 내용이 일본정치를 비난하는 등 내용이 불순하다고 강연자들을 체포하여 심문했으며, 같은 해 12월에는 동래고등보통학교 학생 문재순, 추학, 차일명 등이 주도하여 광주학생항일운동 관련자 석방 등을 주장하며 동맹휴학을 일으키자 부하들을 지휘하여 관련자들을 체포하는 한편, 체포된 학생들에게 무자비한 고문을 자행했다. 1931년 경상남도 통영 경찰서 경부보로 전근해 사법주임을 지냈다. 통영경찰서 경부보로 재직 중이던 1932년 5월 노동 운동가 김재학을 '메이데이 시위에 참여했다.'는 혐의로 체포하여 고문했다.
1932년 7월 경부로 승진하여 울산경찰서 경부로 전근했다가 같은 해 8월 다시 경기도 경성부 본정경찰서(오늘날 서울 명동) 경부로 옮겨 사업주임을 지냈다. 1933년 2월 인천경찰서 경부, 1934년 2월 양주경찰서 경부, 1938년 11월 개성경찰서 경부로 전근해 사법주임을 지냈다. 양주경찰서와 개성경찰서 경부로 재직 당시 중일 전쟁이 일어나자 군사수송 경계, 여론 환기, 국방사상 보급 선전을 비롯해 조선인의 전쟁협력을 독려하기 위한 각종 시국좌담회에 참석하고 지도하는 등 전시 업무를 적극 수행했다. 이러한 활동은 일제 총독부로부터 공로를 인정받아 1941년 3월 훈8등 서보장을 받았다. 그해 6월 경성 종로경찰서 경부로 전근해 사법주임으로 근무했다.
1943년 9월 경시로 승진해 평안남도 경찰부 보안과 경시에 임명되어 보안과장으로 근무했다. 1944년 6월 전시체제하에서 경찰의 임무가 치안유지 이외에 징병, 운송, 방공 등으로 확대되면서 경찰기구가 개편되어 기존의 보안과가 수송보안과로 확대 개편되자 평안남도 경찰부 수송보안과장으로 근무했다. 같은 해 12월에서는 영화와 연극 등의 보급을 통한 사상선도를 목적으로 조직된 '조선흥행협회'이사를 지냈다. 평안남도 경찰부 수송보안과장으로 재직 시 자동차 수송통제를 목적으로 조직된 평남자동차수송협력회의 이사를 지내면서 여러 대의 화물자동차를 징발하여 군수품 수송에 제공하는 등 일본의 전쟁 수행에 적극 협력했다.

### 광복 이후

광복 이후에 반민족행위특별조사위원회에 체포된 노덕술

광복 후, 1945년 8월부터 평안남도 평양경찰서 서장으로 근무하다가 소련군이 진주하면서 체포되어 몇 달간 구금되었다가 풀려났다. 1945년 말에 월남했다. 1946년에 장택상에 의해 수도경찰청 수사과장에 기용되어 경찰 내부의 '반이승만 세력' 숙청, '좌익분자' 검거 등을 주도하였다. 1946년 1월 경기도 경찰부 수사과장에, 9월 제1경무총감부 관방장 겸 수도관구 경찰청 수사과장에 임명되었다. 그해 4월, 당시의 동아일보 사장 송진우를 암살한 한현우 등을 검거함으로써 장택상을 비롯한 경찰 수뇌부들의 인정을 받았다.
1948년 7월, 수도경찰청장 장택상 저격하려 했다는 혐의로 붙잡은 박성근을 고문치사 시킨 후 시신을 한강에 투기한 혐의로 경무국 수사국에 체포됐다가 도주했다. 도주 중이던 1948년 10월 수도경찰청 수사지도과장 최난수 등과 함께 아예 반민특위 핵심 관계자 15명의 암살을 모의했다.
1949년 1월 24일, 반민특위에 의해 체포되었다. 그는 백민태라는 청부업자를 고용하여 '반민특위 간부들을 암살하라.'고 지시한 음모가 밝혀졌다. 하지만 이틀 뒤 이승만 대통령의 비호를 받아 모두 무죄를 선고받았다.
대한민국 대통령 이승만은 '노덕술은 반공투사다. 그를 풀어줘라.'라고 그의 석방을 요구했고, 반민특위는 석방을 거절했으나 얼마 안가 대통령 이승만과 내무차관 장경근의 주도하에 조작된 국회프락치 사건, '6.6 반민특위 습격사건' 등으로 반민특위는 와해되었고, 노덕술은 풀려나게 되어 경기도 경찰부 보안주임으로 영전한다.
이후 헌병 중령으로 변신하여 1950년에는 육군 본부에서 범죄수사단장으로 근무하는 등 대공업무를 담당하였으며, 1955년 서울 15범죄수사대 대장을 지냈다. 1955년, 부산 제2육군범죄수사단 대장으로 재임 시의 뇌물수뢰 혐의로 그 해 11월 육군중앙고등군법회의에 회부되어 징역 6개월을 언도받으면서 파면되었다. 이후 1956년 이후 고향 울산으로 내려가 칩거 생활하면서 지내다가 1960년 7월 제5대 국회의원(민의원) 선거때 경상남도 울산에서 무소속으로 출마하였으나 낙선했다. 1968년 4월 1일 사망했다.
2002년 발표된 친일파 708인 명단, 2008년 민족문제연구소에서 친일인명사전에 수록하기 위해 정리한 친일인명사전 수록예정자 명단에 선정되었으며 친일반민족행위진상규명위원회가 발표한 친일반민족행위 705인 명단에도 포함되었다.

## 대중문화
- 1981년 MBC 《제1공화국》 신충식
- 1990년 MBC 《반민특위》 신충식
- 2002년 SBS 《야인시대》 서영탁
- 2019년 MBC 《이몽》 허성태
- 고문왕 노덕술의 생애

## 경력
- 1920년 경남 순사교습소를 졸업, 경상남도 경찰부 보안과를 시작으로 경찰 근무를 시작하여, 울산경찰서 사법계에 근무하면서 순사부장이 되었다.
- 1924년 경부보로 승진하여 의령, 김해, 거창, 통영 경찰서의 사법주임을 지냈다.
- 1927년경, 비밀결사조직 혁조회(革潮會) 수사를 담당하였다.
- 1928년 10월 박일경을 검사, 취조하였다.
- 1929년 - 1930년 동래경찰서 사법주임으로 재직 당시, 동래고등보통학교 맹휴 사건과 조선인 일본 유학생의 하기휴가 이용 귀국 강연회 사건 수사를 담당하였다.
- 1932년 5월 통영경찰서 사법주임 재직 시, 독립운동가 김재학(金載學)을 고문 취조를 했다.
- 1934년 9월 평안남도 경찰부 보안과장으로 승진
- 1948년 1월 24일, 임화(任和) 박성근이 수도경찰청장 장택상을 암살하려다 미수하고 체포되었는데, 노덕술과 그 부하 김재곤, 박사일 등이 그를 고문하다가 1월 29일 사망케 하였다.
- 1949년 1월 24일 반민특위 요인 암살 음모 혐의로 체포되었다.
- 1949년 1월 26일 이승만 대통령의 석방 요청, 반민특위의 요청 거절을 했다.
- 1950년에는 육군 본부에서 범죄수사단장으로 근무하는 등 대공업무를 담당하였다.
- 1968년 4월 1일 서울대학교 병원에서 병사했다.

## 역대 선거 결과
| 실시년도 | 선거  | 대수 | 직책     | 선거구         | 정당   | 득표수   | 득표율         | 순위 | 당락 | 비고 |
| -------- | ----- | ---- | -------- | -------------- | ------ | -------- | -------------- | ---- | ---- | ---- |
| 1960년   | 총선  | 5대  | 국회의원 | 경남 울산군 을 | 무소속 | 1,744 표 | \| \| 4.24% \| | 6위  | 낙선 |      |
|          | 4.24% |      |          |                |        |          |                |      |      |      |

## 같이 보기
- 친일파
- 이근안
- 박처원
- 정형근
- 이승만
- 박흥식 (반민특위 반대한 친일파)
- 이종형 (반민특위 반대한 친일파)
- 반민족행위특별조사위원회 및 정부요인 암살 음모 사건

## 참고 문헌
- 임기상 (2015). 《숨어 있는 한국 현대사 2》. 인문서원. ISBN 9791195209071.
- 임종금 (2016). 《대한민국 악인열전》. 피플파워. ISBN 9791186351031.